# Chalermpol Malakham
Chalermpol Malakham (em tailandês:  เฉลิมพล มาลาคำ) (Nascida em Surin, Tailândia, 	10 de outubro de 1962) é um cantor. Ele alcançou fama internacional em 1990-2013 com seu albums Tam Jai Mae Terd Nong, "Roe Miea Phee Pler".

## Discografia

### Álbums
- Tam Jai Mae Terd Nong
- Ror Mia Phee Pler
- Ar Dia Rak Wan Khao Phan Sa
- Pued Tam Nan Bak Job Loey[3]
- Kid Hod Pla Keng
- Sieng Jak Phoo Yai Baan